# Küklopsz (Marvel Comics)
Küklopsz, valódi nevén Scott Summers egy kitalált szereplő, szuperhős a Marvel Comics képregényeiben. A szereplőt Stan Lee és Jack Kirby alkotta meg. Első megjelenése az Uncanny X-Men első számában, 1963 szeptemberében volt.
Küklopsz mutáns, az eredeti X-Men csapatának egyik alapító tagja és vezetője. Ha kinyitja szemét, pusztító erejű, úgynevezett „opti-sugarak” áradnak belőle. Scott egy gyermekkori agysérülése miatt képtelen megállítani ezeket a sugarakat, sem pedig erejüket befolyásolni, így a sugárzás folyamatosan áramlik szeméből. Küklopsznak emiatt állandóan különleges rubinkvarc szemüveget kell hordania, mely eddig ismeretlen okokból, de képes ellenállni a sugaraknak.
2006-ban az IGN.com 25-ös sikerlistáján Küklopszot választotta az X-Men csapatának elmúlt 40 évében feltűnt legjobb tagjának. A szereplők rangsorolásánál figyelembe vették a szereplők személyiségét, hogy mennyire illeszkednek az „X-Men-univerzumba”, valamint, hogy mennyire maradtak hűek a csapat megalapítójának, Xavier professzornak álmához.

## A szereplő története
Scott Summers, Christopher Summers két fia közül az idősebb. Apja az amerikai légierő őrnagya, berepülőpilóta, anyja Katherine Anne. Még Scott kora gyermekkorában történt, hogy a család hazafelé tartott a nyaralásból a családfő vezette kis magánrepülőgépükön. Gépük összetalálkozott a földönkívüli Siár Birodalom felderítőhajójával, amely lángba borította a fából készült kis repülőgépet. Katherine Anne az egyetlen felhasználható ejtőernyővel kidobta az égő repülőgépből Scottot és Alexet; így a két fiú, szüleikkel ellentétben nem esett Siár fogságba. (Scott és Alex egészen felnőttkorukig úgy tudta, hogy a szüleik meghaltak a baleset során, ám aztán találkoztak apjukkal, aki a Csillagjárók között Kalóz néven lett ismert.)
A két fiú a földetérés közben szerzett sérülései miatt kórházba, került (a túlterhelt ejtőernyő nem tudta eléggé lassítani a zuhanásukat). Scott egy évig kómában feküdt, az orvosok agykárosodást állapítottak meg. Sem Scott, sem Alex nem emlékezett a repülőgépen történtekre. Két hétig tartó kórházi ápolást követően Alex árvaházba kerül, majd nem sokkal ezután örökbe fogadták.
Scott-al szinte teljesen szem elől vesztették egymást jó néhány évre, csak kevéssel azelőtt találkoztak újra, hogy Alex, immár mint Plazma, tudatára ébredt mutáns képességeinek.
Scott egy évig feküdt kómában, majd a kórházból történő elbocsátása után egy gyermekotthonba került a Nebraska állambeli Omahában. Mivel agykárosodása miatt senki nem fogadta örökbe, Scott az árvaházban maradt egészen tizenéves koráig.
Erre az időre tehetőek Scott első fejgörcsei és szempanaszai, ezért Washingtonba vitték egy szemspecialistához. Az orvos úgy találta, hogy a rubintkvarcból készült szemüveglencse enyhíti a fiú fejpanaszait. A vizsgálat során arra a következtetésre jutott, hogy Scott mutáns, és ezt a felfedezését a Szövetségi Nyomozóirodának is jelentette. Summers egy nagyvárosban volt, mikor mutáns anyagcseréje elérte a kritikus pontot és a fiú akarata ellenére - életében először- kibocsátott egy optisugarat, ami egy darut talált el. A hatalmas tárgy zuhanni kezdett az alant tolongó sokaságra. Scott egy második optisugárral megsemmisítette a zuhanó darut- megmentve ezzel az embereket- ám a szemtanúk éktelen haragra gerjedtek. Scott csak úgy tudott megmenekülni, hogy felugrott egy mozgó tehervonatra.
A Summersről szóló hírek hatására önként vállalt elvonultságát megtörve Washingtonba érkezett Charles Xavier professzor, és összeköttetésbe lépett az amerikai titkosszolgálat ügynökével, Fred Duncan-nel.
Az ő segítségével jutott hozzá a szemspecialista Scottról szóló jelentéséhez is. Elhatározta, hogy megtalálja Scottot, és a segítségére lesz. Scott eközben- mivel a gyerekotthonba félt visszatérni- egy természetfeletti képességekkel rendelkező mutáns bűnöző, Jack Winters, vagy más néven Gyémánt Jack befolyása alá került. Xavier megtalálta Summers-t, kiszabadította Winters karmaiból, majd felkérte, hogy legyen első tanítványa Tehetséggondozó Iskolájában, ahol megtanulhatja, hogyan használja fel optimálisan mutáns adottságait (korábban Jean Grey is a professzortól tanult). Scott elfogadta az ajánlatot és a későbbi csoport vezetője lett (Xavier állandó ellenőrzése mellett) és a Küklopsz álnevet választotta magának.

## Képességei
Küklopsz mutáns, aki szeméből rubinvörös színű pusztító erejű sugarakat lő ki. Ennek az energiának az eredete és természete ismeretlen, annak ellenére, hogy korábban számos feltételezés látott napvilágot.  Minden valószínűség szerint a Küklopsz által kibocsátott sugarak erőssége egyenes arányban áll a napsugarak hatásának kitett idővel. Így aztán megállapítható, hogy Küklopsz anyagcsere folyamataihoz – amelynek során az optisugarakat gerjeszti – felhasználja a napfényt, sőt, valószínűleg a csillagok fényét is. Ennek megfelelően olyan megállapítás is napvilágot látott, hogy Küklopsz a napfény elkerülésével meg tudja gátolni az optisugarak kialakulását. Ismeretlen okból azonban a napfény hiánya hosszú távon Küklopsz fiziológiai egyensúlyának felborulásához vezet. Egyszer Küklopsz nagy mennyiségű elektromos energia felhasználásával növelte optisugarainak erősségét, ez azonban különleges és alighanem egyszeri alkalom volt. A felszívott napenergia, illetőleg az optisugárhoz szükséges energia tárolásának módja és körülményei ismeretlenek.
Küklopszban születésétől fogva megvolt az a képesség, hogy ellenőrzést gyakoroljon az optisugarak felett, az ezért felelős idegpályák megsérültek, amikor a fent említett repülőgép-incidens történt vele. Azóta Küklopsz képtelen megakadályozni az optisugarak kijutását. Így aztán normális körülmények között Küklopsz szeméből folyamatosan árad az optienergia, mégpedig olyan intenzitással, amely elegendő egy emberi lény elpusztításához. Hogy senkinek ne okozzon bántódást Küklopsz szemüveget, illetve speciális szemellenzőt visel, amelynek lencséje rubintkvarcól készült.
A rubintkvarc valami módon szétszórja az optienergiát, amely ezáltal ártalmatlan és észrevehetetlen lesz. Küklopsz úgy is vissza tudja tartani a sugarat, hogy lehunyja a szemét, ám erre csak korlátozott ideig – maximum nyolc órán keresztül – képes.
Ez azért is fontos, mert máskülönben nem tudna aludni. Ismeretlen okból Küklopsz teste immunis az optisugárra, akárcsak az öccse, Plazma által kibocsátott energiasugarára (bár mindkettő eltaszíthatja – hasonlóan egy ütés erejéhez, tehát így akár meg is sérülhet).
Az sem teljesen világos Küklopsz hogyan lát, bár úgy tűnik ebben semmi nem korlátozza.
Igen ritkán, sőt az utóbbi években már csak el-elvéve, de előfordul, hogy Küklopsz optienergiáinak tartalékai kimerülnek. Igaz, ilyenkor Küklopsz szinte haladéktalanul elkezd új sugarat gerjeszteni, így aztán az optisugár folyamatos, még akkor is, ha néha olyan gyenge, hogy nem igazán beszélhetünk pusztító fegyverről.
Szemei segítségével Küklopsz szabályozni tudja az optisugár szélességét. A sugarak magasságát az ellenző állítható nyílása határozza meg. A legvékonyabb sugár átmérője másfél méteres távolságban körülbelül akkora, mint egy ceruzáé, tolóereje pedig mintegy öt kilogramm minden négyzetcentiméterre. Az eddig megfigyelt legszélesebb sugár 15 méteres távolságban négyzetméterenként körülbelül ezerkétszáz kilogramm tolóerőt fejtett ki. A sugár hatótávolsága hozzávetőlegesen hatszáz méter. Küklopsz maximális erőbevetéssel képes hat méter távolságról felborítani egy huszonötezer liter befogadóképességű tele tartálykocsit, vagy egy méter távolságból kilyukasztani egy acélrudat.

## Külső hivatkozások
- UncannyXmen.net, Spotlight feature on Cyclops (angolul)
- The Summers Family Tree (angolul)